# Johannes
Johannes é uma forma latina medieval do nome pessoal que geralmente aparece como " João" em contextos de língua portuguesa. É uma variante das variantes grega e latina clássica (Ιωάννης, Ioannes ), ela própria derivada do nome hebraico Yehochanan, que significa "Javé é gracioso". O nome se tornou popular no norte da Europa, especialmente na Alemanha. Variantes alemãs comuns para Johannes são Johann, Hannes, Hans (diminuído para Hänschen ou Hänsel, como conhecido de "Hansel e Gretel", um conto de fadas dos irmãos Grimm), Jens (do dinamarquês) e Jan (do holandês). Na Holanda, Johannes era, sem interrupção, o nome de nascimento masculino mais comum até 1989. Jan é conhecido em catalão, tcheco, esloveno, polonês, holandês, escandinavo, cornish, alemão, afrikaans e germânico do norte. O polonês também tem sua própria variante Janusz, assim como o esloveno "Janez". Também existem variantes do nome em outros idiomas:
- Joan, Jan, Gjon, Gjin e Gjovalin em albanês
- Yoe ou Yohe, forma americana incomun[2]
- Chuan, em Aragonês
- Ants em estoniano
- Hovhannes, em armênio
- Joan, em catalão e occitano
- Hannes, Jaan, Jaanus, Joonas, Juhan e as variantes familiares Juku e Juss em estoniano
- Yohannes, nas línguas semíticas do norte da Etiópia
- Jóannes, em feroês
- Hannes, Jaani, Jani, Janne, Jone, Joni, Juho, Jonne, Joona, Joonas, Juha, Juhani, Jukka, Jussi, Hannu e Johannes em finlandês
- Jean, em francês
- Xoán, em galego
- Jóhannes e Hannes em islandês
- Yohanes, em indonésio
- Eoghan ou Eóin, em irlandês ou gaélico escocês
- Giovanni, em italiano
- Jānis, em letão
- Jonas, em lituano
- João, em português
- Ioan, em romeno
- Ivan (Иван), em russo
- Juan, em espanhol
- Xun, na língua tzotzil e na língua tzeltal
- Ieuan ou Ifan, com o diminutivo Ianto, em galês, anglicizado como " Evan "
- Iannic, em bretão[3]
- Yohane (ヨハネ), em japonês[4]
- Yuēhàn (約翰), em chinês[5]